# شبكرمة ريشية
شبكرمة ريشية (الاسم العلمي:Ampelopsis pinnata) هي نوع غير مؤكد من النباتات يتبع جنس الشبكرمة من فصيلة الكرمية.